# نانسي ميركادو
نانسي ميركادو (بالإنجليزية: Nancy Mercado)‏ هي ناقدة أدبية ومترجمة أمريكية، ولدت في 1959 في اتلانتيك سيتي في الولايات المتحدة.